# Pressigny (Alta Marna)
Pressigny è un comune francese di 216 abitanti situato nel dipartimento dell'Alta Marna nella regione del Grand Est.

## Società

### Evoluzione demografica
Abitanti censiti